# Oddział Karola Krysińskiego
Oddział Karola Krysińskiego – oddział powstańczy okresu powstania styczniowego.
Działał na Lubelszczyżnie, piechurzy byli ubrani w lniane kaftany i rogatywki z daszkiem. Wyłogi i wypustki były żółte (podobnie jak w całej piechocie lubelskiej).
Dowódcą partii powstańczej był Karol Krysiński, naczelnik wojskowy Międzyrzeca.
Miał on przeprowadzić w nocy z 22 na 23 stycznia 1863 atak na miasto, do czego z nieustalonych przyczyn jednak nie doszło. Jako adiutant pułkownika Walentego Lewandowskiego dowodził jego jazdą powstańczą. Od 21 lutego był naczelnikiem powiatu bialskiego, od 23 marca dowodził w zastępstwie rannego dowódcy.
Działał na terenie 3 województw i stoczył ponad 30 większych bitew i potyczek. Brał udział w bitwach m.in.: pod Chruśliną, Żyrzynem, Fajsławicami, i Rossoszem.
Po bitwie pod Malinówką (21 listopada 1863) oddział Krysińskiego uległ rozproszeniu, a on sam po 1 grudnia znalazł się w Galicji. Za porzucenie oddziału gen. Michał Heydenreich oddał go pod sąd wojenny, który odebrał mu dowództwo. Rząd Narodowy udzielił mu nagany i polecił powrót na pole walki.
W lutym 1864 Krysiński zorganizował nowy oddział w lubelskiem. Ostatnią bitwę stoczył 21 kwietnia pod Zawieprzycami.